# NXT TakeOver: San Antonio
NXT TakeOver: San Antonio – gala wrestlingu wyprodukowana przez federację WWE dla wrestlerów należących do brandu NXT. Odbyła się 28 stycznia 2017 w Freeman Coliseum w San Antonio w Teksasie i była transmitowana na żywo za pośrednictwem WWE Network. Była to trzynasta gala z cyklu NXT TakeOver i pierwsza w 2017.
Na gali odbyło się 9 walk, z czego jedna nie została nagrana (był to tzw. dark match), a trzy nagrywane były do osobnego odcinka NXT. W walce wieczoru NXT TakeOver: San Antonio Shinsuke Nakamura utracił NXT Championship na rzecz Bobby’ego Roode’a.
Larry Csonka, redaktor portalu internetowego o tematyce sportowej, 411mania.com, ocenił galę na 9 punktów w skali dziesięciopunktowej.

## Produkcja

### Przygotowania

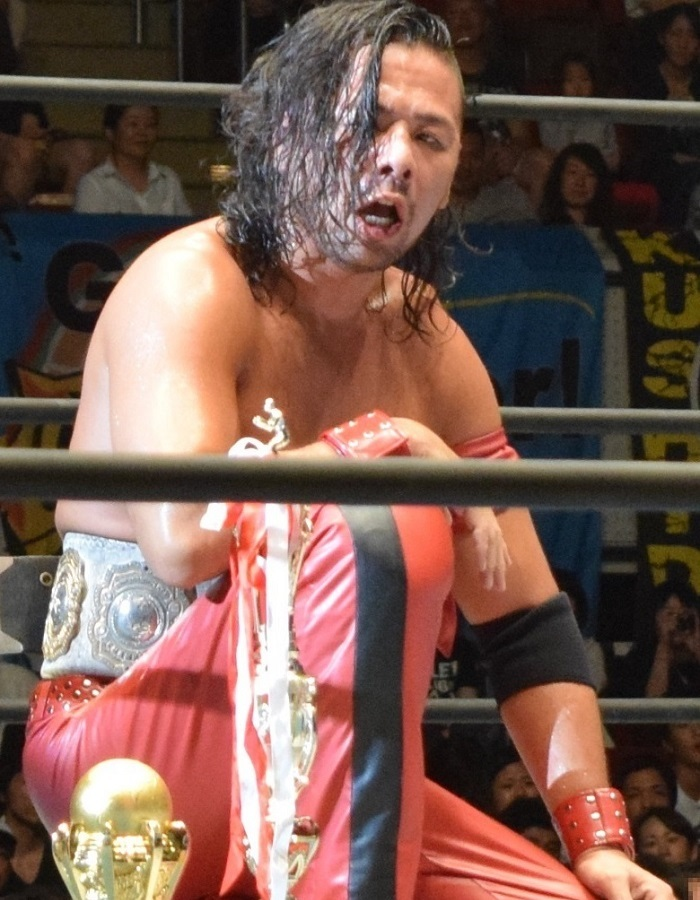
Shinsuke Nakamura bronił NXT Championship w walce wieczoru NXT TakeOver: San Antonio.

NXT TakeOver: San Antonio oferowało walki profesjonalnego wrestlingu z udziałem różnych wrestlerów z istniejących oskryptowanych rywalizacji i storyline’ów, które są kreowane na tygodniówce NXT. Wrestlerzy są przedstawieni jako heele (negatywni, źli zawodnicy i najczęściej wrogowie publiki) i face’owie (pozytywni, dobrzy i najczęściej ulubieńcy publiki), którzy rywalizują pomiędzy sobą w seriach walk mających budować napięcie. Kulminacją rywalizacji jest walka wrestlerska lub ich seria.
Cykl gal NXT TakeOver rozpoczął się 29 maja 2014, kiedy to brand WWE NXT otrzymał swoją drugą ekskluzywną galę na WWE Network pod nazwą NXT TakeOver. W kolejnych miesiącach człon „TakeOver” stał się główną częścią nazwy kolejnych specjalnych gal NXT, które miały dodatkowe podtytuły, jak przykładowo NXT TakeOver: Fatal 4-Way, NXT TakeOver: R Evolution czy też NXT TakeOver: Rival. NXT TakeOver: Brooklyn było pierwszą galą NXT, która odbyła się poza Full Sail University. NXT TakeOver: San Antonio będzie trzynastą galą z cyklu i pierwszą w 2017.

### Rywalizacje

#### Shinsuke Nakamura vs. Bobby Roode
Na odcinku NXT z 14 grudnia 2016 Bobby Roode pokonał Oneya Lorcana w walce kwalifikacyjnej do czteroosobowego starcia o miano pretendenckie do NXT Championship. Tydzień później Roode pokonał Tye'a Dillingera, Andrade Almasa i Rodericka Stronga, zdobywając prawo do walki z mistrzem - Shinsuke Nakamurą.

#### #DIY vs. The Authors of Pain
Na NXT TakeOver: Toronto #DIY (Tommaso Ciampa i Johnny Gargano) pokonali The Revival w walce o NXT Tag Team Championship, zaś The Authors of Pain (Akam i Rezar) wygrali finałowe starcie turnieju Dusty Rhodes Tag Team Classic przeciwko TM-61. Manager The Authors of Pain, Paul Ellering, zapowiedział, że następnym celem Akama i Rezara jest zdobycie mistrzostw drużynowych, a niedługo później ogłoszono, że zmierzą się z #DIY na nadchodzącym TakeOver. Na NXT z 11 stycznia The Authors of Pain zaatakowali Gargano i Ciampę po ich walce z The Revival.

#### Fatal 4-Way match o NXT Women’s Championship
Na odcinku NXT z 11 stycznia 2017 Billie Kay i Peyton Royce zaatakowały mistrzynię kobiet NXT Asukę na parkingu areny. Tej samej nocy pokonały Sarę Bridges oraz Macy Evans, a po walce wdały się w kolejną bójkę z Asuką. Ich atak na mistrzynię został przerwany przez Nikki Cross, która wygoniła je z ringu, po czym sama zaatakowała Asukę. W następnym tygodniu ogłoszono, że wszystkie cztery zawodniczki zawalczą przeciwko sobie w Fatal 4-Way matchu o mistrzostwo na NXT TakeOver: San Antonio.

#### Roderick Strong vs. Andrade Almas
Roderick Strong i Andrade Almas wzięli udział w czteroosobowym starciu eliminacyjnym o miano pretendenckie do NXT Championship. Strong wyeliminował Almasa z walki, lecz ostatecznie sam uległ Tye’owi Dillingerowi. 11 stycznia Almas pokonał Oneya Lorcana, a po zakończeniu starcia zapowiedział, że wkrótce zmierzy się ze Strongiem po raz kolejny.

#### Eric Young vs. Tye Dillinger
10 grudnia 2016 debiutująca grupa SAnitY pokonała Tye'a Dillingera i Bobby’ego Roode’a w pierwszej rundzie turnieju Dusty Rhodes Tag Team Classic; po walce Dillinger stał się ofiarą brutalnego ataku ze strony ugrupowania. Na NXT z 18 stycznia lider ugrupowania, Eric Young, zaproponował Dillingerowi dołączenie się do SAnitY. Dillinger odrzucił ofertę i zaatakował Younga; przed wykonaniem akcji Tye-Breaker powstrzymał go jednak Killian Dain – nowy członek SAnitY. Niedługo później ogłoszono, że Dillinger i Young zawalczą ze sobą na nadchodzącej gali.

## Gala

### Komentatorzy i osobistości telewizyjne

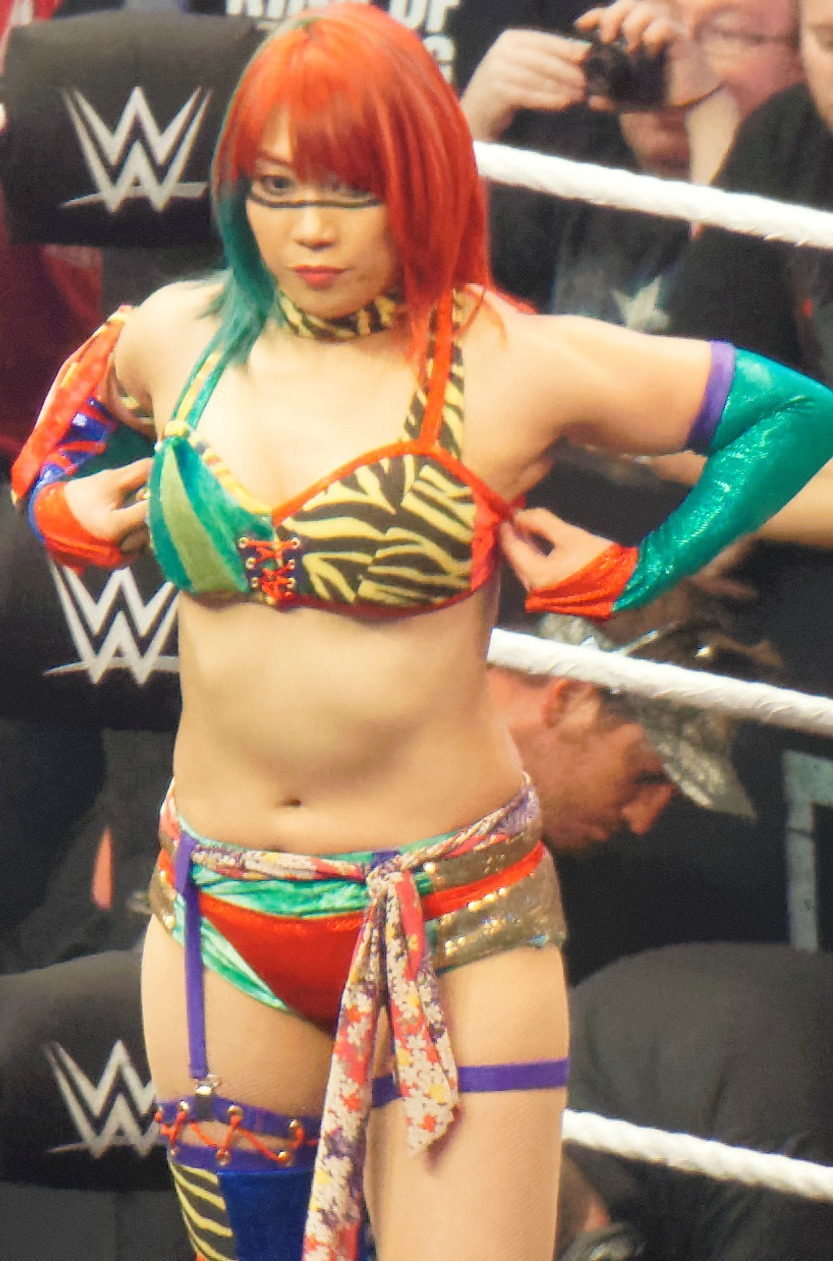
Asuka obroniła NXT Women’s Championship w Fatal 4-Way matchu.

Komentatorami NXT TakeOver: San Antonio byli Tom Phillips, Corey Graves oraz Percy Watson. W panelu pre-show zasiedli Charly Charuso, Corey Graves oraz Nigel McGuinness, zaś gościem specjalnym była Ember Moon. Podczas panelu Graves ogłosił, że rezygnuje z posady komentatora gal brandu NXT i zapowiedział, że w obowiązkach komentatorskich zastąpi go McGuinness. Podczas panelu odbyło się rozdanie NXT Year End Awards.
Na widowni obecni byli m.in. WWE Hall of Famer Michael Hayes, były NXT Champion Samoa Joe oraz WWE United Kingdom Champion Tyler Bate.

### Główne show
Openerem gali było starcie między Tye’em Dillingerem a Erikiem Youngiem. Young zdołał przypiąć Dillingera po wykonaniu na nim neckbreakera. W walkę interweniowali członkowie SAnitY – Killian Dain oraz Alexander Wolfe.
Następnym punktem NXT TakeOver: San Antonio był pojedynek Rodericka Stronga z Andrade Almasem. Po 11 minutach walki Strong wykonał Sick Kick i przypiął Almasa, odnotowując wygraną nad rywalem.
W kolejnej walce The Authors of Pain (Rezar i Akam), z towarzyszącym im WWE Hall of Famerem Paulem Elleringiem, zmierzyli się z posiadaczami NXT Tag Team Championship – #DIY (Johnnym Gargano i Tommaso Ciampą). Po niecałych 15 minutach akcji w ringu, pretendenci do mistrzostwa wykonali The Last Chapter na Ciampie. Akcja ta pozwoliła im na przypięcie Ciampy i zdobycie NXT Tag Team Championship.
Tuż po tym, galę przerwał wściekły na Triple H’a Seth Rollins. Wiedząc, że Triple H jest na zapleczu, Rollins zażądał, by założyciel NXT wszedł do ringu. Triple H pojawił się na rampie i wezwał ochronę. Mimo szarpaniny z ochroniarzami, Rollins został wyprowadzony z areny.
W przedostatniej walce gali mistrzyni kobiet NXT Asuka broniła tytułu przeciwko trzem rywalkom: Peyton Royce, Billie Kay oraz członkini grupy SAnitY – Nikki Cross. Podczas walki, Royce i Kay zaprowadziły Cross w okolice stołu komentatorskiego, a następnie wspólnie wykonały na niej suplex, łamiąc nią znajdujący się w pobliżu drewniany stół. Mimo przewagi liczebnej, Royce i Kay nie zdołały pokonać Asuki. Ta wykonała Spin Kick na Kay oraz Roundhouse Kick na drugiej przeciwniczce, a następnie przypięła Royce, broniąc tytułu mistrzowskiego i kontynuując serię zwycięstw.

### Walka wieczoru
Walką wieczoru NXT TakeOver: San Antonio było starcie między posiadaczem NXT Championship Shinsuke Nakamurą a pretendentem do tytułu – Bobbym Roodem. W trakcie walki Roode skupił swój atak na nodze Nakamury, co zaowocowało doznaniem kontuzji kolana przez mistrza. Nakamurze udało się wykonać drugą Kinshasę, lecz kontuzja uniemożliwiła mu przypięcie przeciwnika. Nakamura nalegał, by kontynuować walkę, mimo protestów ze strony sędziego, obecnego przy ringu lekarza oraz zastępcy Generalnego Menedżera NXT – Matta Blooma. Roode nie zaniechał ataku na kolano Nakamury i ostatecznie odebrał mu tytuł mistrzowski po wykonaniu drugiego Glorious DDT.

## Odbiór gali

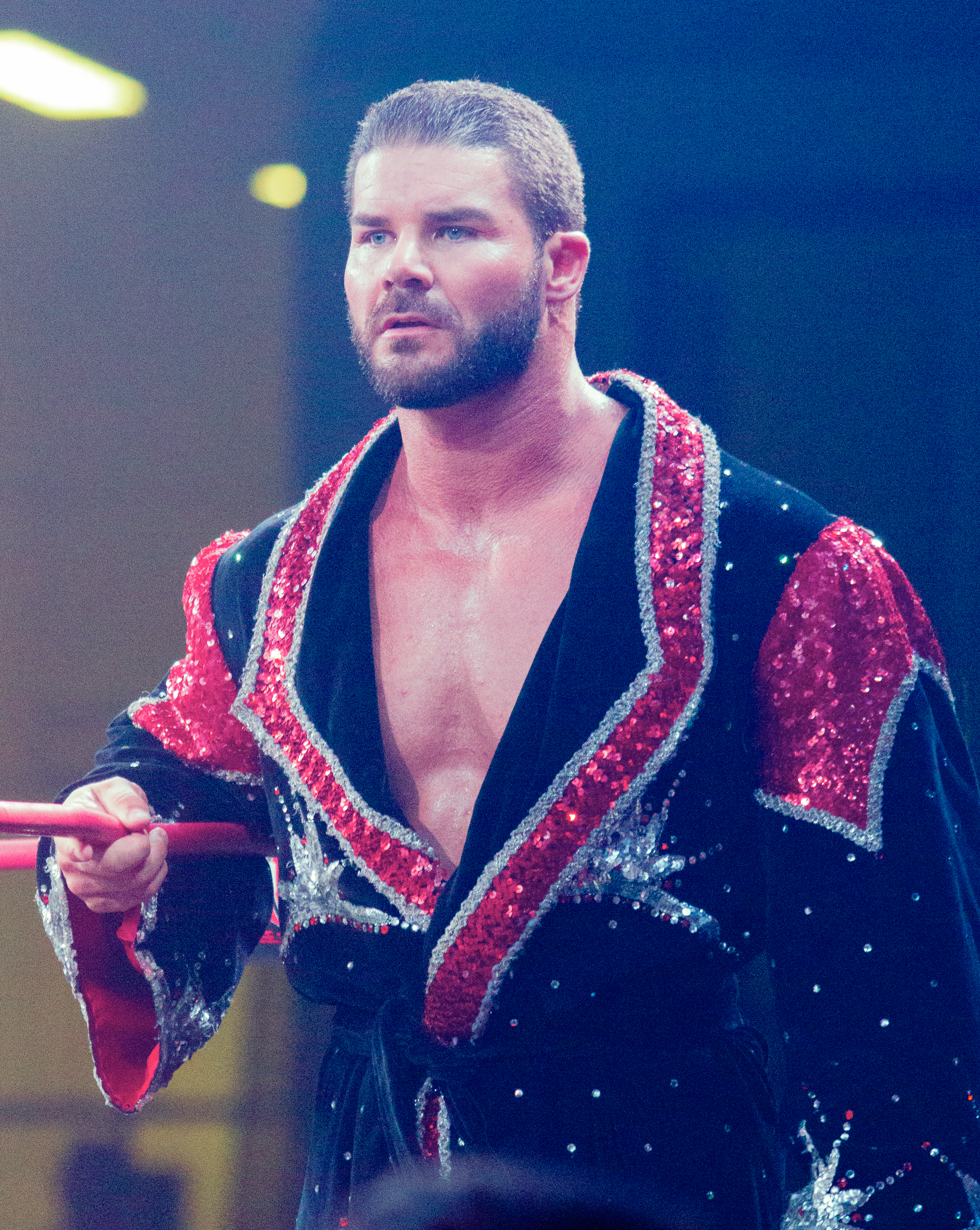
Bobby Roode – zwycięzca walki wieczoru gali.

JR Goldberg z Voices of Wrestling najwyżej ocenił starcie między Roderickiem Strongiem a Andrade Almasem – przyznał walce 4 gwiazdki z 5 możliwych. Według niego, najgorzej wypadł pojedynek Erika Younga z Tye’em Dillingerem oraz walka wieczoru; obu starciom przyznał 2½ gwiazdki. Pozostałe dwie walki otrzymały 3 gwiazdki.
Larry Csonka, redaktor serwisu 411MANIA, ocenił galę na 9 punktów w skali dziesięciopunktowej. Walka Stronga z Almasem, starcie drużynowe o NXT Tag Team Championship oraz main event gali otrzymały od niego 4 gwiazdki na 5 możliwych. Pozostałym starciom Csonka przyznał 3 gwiazdki. Dodał, że „jak na galę z cyklu TakeOver, oczekiwania nie były zbyt wysokie, a rywalizacje prowadzące do niej nie były wciągające, lecz mimo to samo wydarzenie wypadło co najmniej dobrze”. Społeczność serwisu oceniła galę na 7,7 punktu.
Sean Coyle z ESPN.com za najlepszy moment gali uznał walkę o NXT Championship, przyznając jej 4 gwiazdki na 5. Według niego, najgorszym starciem było to pomiędzy Erikiem Youngiem a Tye’em Dillingerem – ocenił je na 3½ gwiazdki. Pozostałe walki otrzymały 3¾ gwiazdki.
Wrestling Observer Dave’a Meltzer'a najwyżej oceniło walkę Shinsuke Nakamury z Bobbym Roodem oraz starcie o NXT Tag Team Championship, przyznając im kolejno 4¼ i 3½ gwiazdki na 5. Walka o tytuł mistrzowski kobiet oraz pojedynek między Roderickiem Strongiem a Andrade Almasem otrzymały 3 gwiazdki. Najgorzej ocenionym momentem był opener gali – przyznano mu 2¼ gwiazdki.

## Wydarzenia po gali
Nazajutrz po NXT TakeOver, Tye Dillinger wziął udział w trzydziestoosobowym Royal Rumble matchu na gali Royal Rumble. Dołączył do walki z numerem 10.
Na NXT z 8 lutego, The Revival (Scott Dawson i Dash Wilder) wyzwali The Authors of Pain na walkę o mistrzostwa. Tydzień później o swoje prawo do rewanżu upomnieli się także Tommaso Ciampa i Johnny Gargano. The Revival zaatakowało DIY, a wkrótce do bójki dołączyli także Rezar i Akam, rozpoczynając rywalizację między trzema drużynami.

## Wyniki walk

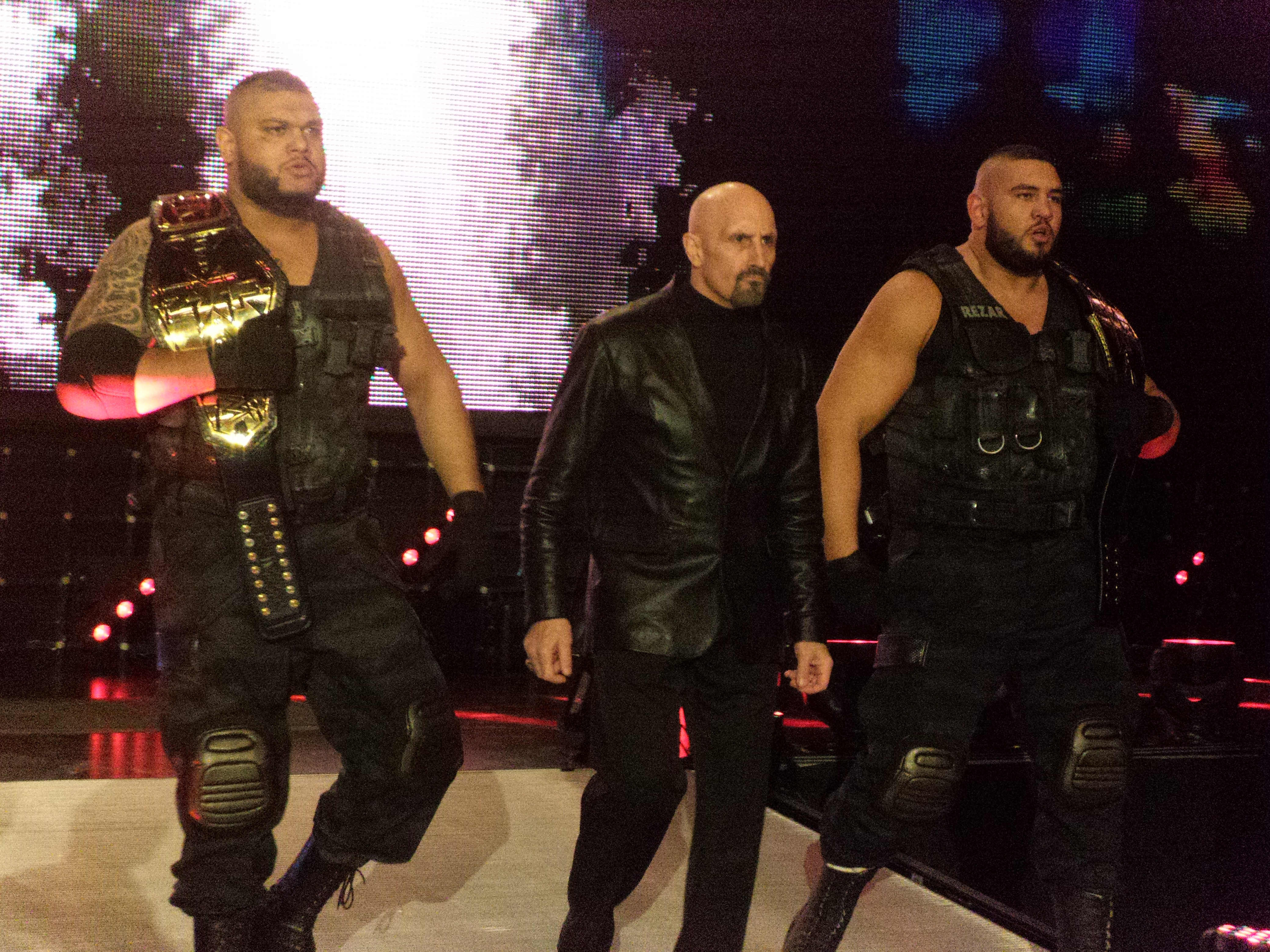
The Authors of Pain zdobyli NXT Tag Team Championship w walce z #DIY.

| Nr | Wyniki | Stypulacje                                   | Czas  |
| --- | --- | -------------------------------------------- | ----- |
| 1D | Wolfgang pokonał Aarona Solowa                                                                                    | Singles match                                | —     |
| 2N | Ember Moon pokonała Aliyah                                                                                        | Singles match                                | 3:22  |
| 3N | Tyler Bate pokonał Oneya Lorcana                                                                                  | Singles match                                | 5:00  |
| 4N | No Way Jose pokonał Eliasa Samsona                                                                                | Singles match                                | 6:00  |
| 5 | Eric Young (z SAnitY) pokonał Tye'a Dillingera                                                                    | Singles match                                | 10:55 |
| 6 | Roderick Strong pokonał Andrade Almasa                                                                            | Singles match                                | 11:43 |
| 7 | The Authors of Pain (Rezar i Akam) (z Paulem Elleringiem) pokonali #DIY (Johnny’ego Gargano i Tommaso Ciampę) (c) | Tag Team match o NXT Tag Team Championship   | 14:26 |
| 8 | Asuka (c) pokonała Peyton Royce, Billie Kay i Nikki Cross                                                         | Fatal 4-Way match o NXT Women’s Championship | 9:51  |
| 9 | Bobby Roode pokonał Shinsuke Nakamurę (c)                                                                         | Singles match o NXT Championship             | 27:05 |
| (c) – mistrz/mistrzyni przed walkąD – walka była dark matchem (nietransmitowana w TV)N – walka była nagrywana do oddzielnego odcinka NXT | |                                              |       |